# جيمس لندلي
جيمس لندلي (بالإنجليزية: James Lindley)‏ هو لاعب كرة قدم بريطاني في مركز حراسة المرمى، ولد في 23 يوليو 1981 في سوتون إن أشفيلد في المملكة المتحدة. لعب مع نادي تاموورث ونادي لينكولن سيتي ونادي مانسفيلد تاون ونادي هاروجيت تاون ونوتس كاونتي.

## وصلات خارجية
- جيمس يندلي على موقع قاعدة بيانات كرة القدم.إي يو (الإنجليزية)
- جيمس يندلي على موقع Soccerbase.com (لاعب) (الإنجليزية)